# Cassandre Beaugrand
Cassandre Laure Beaugrand (Livry-Gargan, 23 de maig de 1997) és una triatleta francesa, campiona olímpica i mundial de triatló de distància curta l'any 2024, campiona del món en distància sprint el 2023, i múltiple campiona de França, d'Europa i del món de triatló de relleu mixte.

## Biografia
Entrenada durant la seva adolescència pel seu pare, Ludovic Beaugrand, en atletisme i ciclisme, Beaugrand va competir inicialment al club d'atletisme Livry-Gargan del 2006 al 2011, abans d'unir-se a l'AS Monaco Athletics el 2012.
També va formar part del club de triatló Saint-Raphaël, que va deixar el juny de 2014 pel club de triatló de Poissy, mentre també entrenava per a la secció de natació al club Cercle des nageurs d'Antibes. També fou corredora de cross-country, guanyant dues vegades el Campionat de França en les categories cadet i júnior.

## Carrera esportiva

### 2014 - 2017
Doble campiona francesa de triatló cadet, va obtenir la segona posició als Campionats del món júniors a Edmonton (Canadà) l'any 2014 i campiona d'Europa júnior el 2016 a Lisboa (Portugal).
L'any 2014, l'equip francès integrat per Beaugrand, Audrey Merle, Dorian Coninx i Vincent Luis, va assolir la segona posició als Campionats del món de triatló en modalitat de relleu mixte, celebrats a Hamburg (Alemanya). El mateix any, Beaugrand aconseguia el títol de campiona de França en la categoria elit, amb tan sols 17 anys.
El juny de 2016 va aconseguir el tercer lloc al Campionat d'Europa de triatló de distància sprint) en la categoria elit, darrere de la britànica Jessica Learmonth i Lucy Hall, guanyadora de la prova. El juliol de 2016, es va beneficiar de la reassignació per part del comitè olímpic d'un dorsal disponible per als Jocs Olímpics d'estiu de 2016 a Rio de Janeiro i es va convertir, amb 19 anys, en la segona triatleta francesa (juntament amb Audrey Merle) en competir a la prova olímpica.
El 2017, va guanyar el seu segon títol nacional al Campionat de França de Triatló de Curta Distància, que va tenir lloc durant l'etapa del Gran Premi de Triatló a Quiberon. També va guanyar el títol en la categoria sub-23 (joves promeses). Aquesta victòria addicional va reforçar el lideratge de l'equip femení de Poissy Triathlon al campionat de 1a divisió femení.

### 2018 - 2019
El maig de 2018 va guanyar el primer Campionat de França de triatló per equips en la modalitat de relleus mixtos, una nova pràctica que s'afegiria al programa olímpic el 2020. L'endemà d'aquesta consagració per equips es va proclamar guanyadora dels campionats de França de curta distància i va aconseguir el seu tercer títol individual en aquest campionat. Continuant amb aquesta ratxa de victòries, va guanyar el seu primer títol internacional individual a Hamburg després d'una cursa d'alt nivell a la 6a etapa de les Sèries Mundials de Triatló. Va acabar per davant de l'alemanya Laura Lindemann i l'estatunidenca Katie Zaferes.
El juliol de 2018, Beaugrand va aconseguir la seva primera victòria d'etapa a les Sèries Mundials de Triatló (WTS), als 21 anys, un altre cop per davant de l'alemanya Laura Lindemann i la vigent campiona del món Katie Zaferes. Va continuar el seu ascens internacional als Campionats del món de relleus mixtos, en els quals l'equip francès aconseguiria la medalla d'or per primera vegada.
L'agost de 2018 va aconseguir el tercer lloc al Campionat d'Europa de Triatló, darrere la suissa Nicola Spirig i la britànica Jessica Learmonth. També va ser una de les integrants de l'equip francès de triatló per relleus mixtes que va guanyar un segon títol europeu al Campionat d'Europa, juntament amb Léonie Périault, Pierre Le Corre i Dorian Coninx. El 14 de setembre de 2018 es va coronar com a subcampiona del món de triatló sub-23 a Gold Coast, per darrere de l'estatunidenca Taylor Knibb i per davant de la italiana Angelica Olmo.
El 7 de juliol de 2019 aconseguiria la primera posició en el Campionat del Món de triatló de relleus mixtos a Hamburg amb l'equip francès.

### 2021 - 2023
El 31 de juliol de 2021, va formar part de l'equip que va guanyar la medalla de bronze en la prova de relleus mixta de triatló als Jocs Olímpics de Tòquio juntament amb Léonie Périault, Dorian Coninx i Vincent Luis, la primera medalla olímpica de la història per a l'equip francès de triatló. Després d'aquesta fita, els integrants de l'equip van ser distingits Cavallers (chevaliers) de l'Orde Nacional del Mèrit.
El 2022, va competir a les Sèries Mundials de Triatló (WTCS), que competeixen al Campionat Mundial de Triatló i també atorguen punts per a la classificació per als Jocs Olímpics d'estiu de 2024 a París. Després d'una retirada a l'etapa de Yokohama, va aconseguir la seva segona victòria en aquest circuit internacional a l'etapa de Leeds sobre la distància sprint (S). Dues setmanes més tard, obtenia la segona posició a l'etapa de Montreal.
El 26 de juny de 2022 torna a formar part de l'equip francès campió del món de triatló de relleus mixtos a Montreal amb Emma Lombardi, Vincent Luis et Pierre Le Corre. El 14 d'agost, Beaugrand aconseguiria a Múnic el títol europeu d'aquesta especialitat amb l'equip integrat per Léo Bergère, Dorian Coninx, Emma Lombardi, i ella mateixa.
El 2023, Cassandre Beaugrand va deixar el club Poissy Triathlon i es va unir a l'equip de triatló de Monaco mentre seguia vivint a Loughborough, al Regne Unit, per la seva estructura d'entrenament. El 15 de juliol va guanyar el títol de campiona del món en la distància sprint a la prova d'eliminatòria a HamburgEl 30 del mateix mes va guanyar, amb l'equip francès, la prova de relleus mixtos de l'etapa WTCS, després d'haver guanyat, el dia anterior, la prova individual del circuit mundial a Sunderland.

### 2024
El 23 de març de 2024, Beaugrand va guanyar la medalla de plata a la Copa d'Europa de Quarteira. Després d'aconseguir la victòria individual a l'etapa de Càller del Campionat del Món (WTCS), es va classificar per als Jocs Olímpics de París, juntament amb Emma Lombardi i Léonie Périault.
Després d'obtenir el segon lloc en les proves test celebrades l'agost de 2023, el 31 de juliol de 2024 Beaugrand es va coronar campiona olímpica de triatló als Jocs Olímpics de París, en un podi completat per la suissa Julie Derron en segona posició, i la britànica Beth Potter en la tercera. Beaugrand obtenia així el primer títol olímpic individual per al triatló francès, fet pel qual va ser condecorada Dama (chevalier) de la Legió d'honor.
L'octubre de 2024, va tancar la sèrie del Campionat Mundial de Triatló (WTCS) guanyant la prova final per davant de Beth Potter, segona, i de la seva compatriota Emma Lombardi, tercera. Aquesta victòria a la prova final dels campionats de 2024 li va valer el títol de Campiona del Món de Triatló de Curta Distància.

### 2025
El 9 de febrer de 2025, Beaugrand va batre el rècord de França dels 5 km en asfalt a Mònaco, amb un temps de 14 min i 53 segons. El 22 de març, va guanyar la Copa del Món de Triatló Indoor a Liévin (França), i el 5 d'abril, el Campionat del món de Supertri E (una prova en format indoor i virtual), a Londres.
El 17 de maig reprenia la competició en la sèrie mundial WTCS a Yokohama, en una cursa que va haver d'abandonar a conseqüència d'una caiguda amb la bicicleta, degut a les condicions meteorològiques de la cursa. Dues setmanes més tard, va guanyar l'etapa de l'Alguer, a Itàlia.